# Sobarocephala bistrigata
Sobarocephala bistrigata är en tvåvingeart som beskrevs av Kertesz 1903. Sobarocephala bistrigata ingår i släktet Sobarocephala och familjen träflugor. Inga underarter finns listade i Catalogue of Life.